# Pájaro azul
 (juillet 2021).
Le pájaro azul (« oiseau bleu ») est une liqueur typique de la région inter-andine de l'Équateur. Cette liqueur est originaire de la province de Bolívar et est fabriquée à partir d'aguardiente de canne à sucre avec un taux d'alcool approximatif de 30 °C.

## Description
Il s'agit d'une boisson alcoolisée dont l'aspect est de couleur bleutée et, selon les sources locales, ses ingrédients comprennent des feuilles d'oranger, de la mandarine, du bouillon et de la viande de poulet et de l'anisette de canne à sucre. C'est également l'une des boissons préférées des habitants et des touristes qui visitent le carnaval traditionnel qui se tient chaque année dans les rues de Guaranda.
L'aspect bleuté de l'aguardiente est dû à la réfraction du firmament à travers le liquide, lorsqu'il est grillé en soulevant le verre où la liqueur est servie, d'où son nom de « Pájaro azul » (« oiseau bleu »). Le terme oiseau vient du fait que le poulet est utilisé dans la conception de l'acool. Son élaboration est ancestrale et les variations de ses ingrédients ont transcendé le temps à travers la tradition orale, chaque hacendado ou sa famille avait des préférences dans les garnitures de la boisson, la distillation, la macération et la durée du processus. Dans les années 1960 et 1970, la Sociedad Industrial Licorera de Bolívar, SILEBSA, a été fondée et a exporté en Colombie et au Pérou un dérivé de cette dénomination appelé Anisado El Gato.
Le pájaro azul peut être consommé mélangé avec de l'eau ou du Coca-Cola.